# Плиоценски китайски гепард
Плиоценски китайски гепард (Acinonyx kurteni) е изчезнал през късния плиоцен вид гепард открит в Китай. през 2008 г. Това е най-примитивният вид гепард откриван до днес като този факт променя досегашните теории за възникването на гепардите в новия свят.  Видът притежава някои общи черти със съвременния гепард като големите синуси увеличаващи обема на въздуха вдишван при спринтиране.